# Sedi titolari cattoliche (T-Z)
Questa pagina contiene un elenco tra sedi titolari vescovili e arcivescovili della Chiesa cattolica, ordinate per lettera T, U, V, W, X e Z. Oltre al vescovo o arcivescovo titolare, la tabella riporta la regione storica di appartenenza della diocesi, la metropolia di appartenenza (nel caso di diocesi soppresse suffraganee) e, nei casi specifici, la data dalla quale la sede risulta vacante; in alcuni casi la sede titolare è stata soppressa.

I casi in cui la sede sia vescovile, ma il prelato che ne detiene il titolo sia arcivescovo, sono riportati con la dicitura Titolo personale nella colonna del titolo.

## T

### Ta-Tn
| Sede titolare                             | Sede                    | Regione               | Suffraganea di                               | Titolo                                | Vescovo                                 | Note                                                                  |
| ----------------------------------------- | ----------------------- | --------------------- | -------------------------------------------- | ------------------------------------- | --------------------------------------- | --------------------------------------------------------------------- |
| Sede titolare di Tabaicara                |                         | Mauritania Cesariense |                                              | Vescovo titolare                      | Marcelo Antônio da Silva                |                                                                       |
| Sede titolare di Tabala                   |                         | Lidia                 | Arcidiocesi di Sardi                         | Vescovo titolare                      | Vacante                                 | vacante dal 26 dicembre 1969                                          |
| Sede titolare di Tabalta                  |                         | Bizacena              |                                              | Vescovo titolare                      | Vacante                                 | vacante dal 22 ottobre 2022                                           |
| Sede titolare di Tabbora                  |                         | Proconsolare          | Arcidiocesi di Cartagine                     | Vescovo titolare                      | António Maria Bessa Taipa               |                                                                       |
| Sede titolare di Tabe                     |                         | Caria                 | Arcidiocesi di Stauropoli                    | Vescovo titolare                      | Paolo Bizzeti                           |                                                                       |
| Sede titolare di Tabla                    | Tablat                  | Mauritania Cesariense |                                              | Vescovo titolare                      | Juan Rafael Esposito-Garcia             |                                                                       |
| Sede titolare di Taborenta                | Saida ?                 | Mauritania Cesariense |                                              | Arcivescovo titolare Titolo personale | Martin Krebs                            |                                                                       |
| Sede titolare di Tabraca                  | Tabarka                 | Proconsolare          | Arcidiocesi di Cartagine                     | Vescovo titolare                      | Pedro Joaquin Hernández Cantarero       |                                                                       |
| Sede titolare di Tabuda                   | nei pressi di Sidi Okba | Numidia               |                                              | Vescovo titolare                      | Elias Richard G. Lorenzo                |                                                                       |
| Sede titolare di Tabunia                  |                         | Mauritania Cesariense |                                              | Vescovo titolare                      | Leon Maly                               |                                                                       |
| Sede titolare di Tacape                   | Gabès                   | Tripolitania          |                                              | Vescovo titolare                      | Dieter Geerlings                        |                                                                       |
| Sede titolare di Tacarata                 |                         | Numidia               |                                              | Vescovo titolare                      | Vacante                                 | vacante dal 13 maggio 2024                                            |
| Sede titolare di Tacia Montana            |                         | Proconsolare          | Arcidiocesi di Cartagine                     | Vescovo titolare                      | José Amable Durán Tineo                 |                                                                       |
| Sede titolare di Tadamata                 |                         | Mauritania Cesariense |                                              | Vescovo titolare                      | Vacante                                 | vacante dal 13 marzo 2022                                             |
| Sede titolare di Taddua                   |                         | Proconsolare          | Arcidiocesi di Cartagine                     | Vescovo titolare                      | Jan Zajac                               |                                                                       |
| Sede titolare di Tagamuta                 |                         | Bizacena              |                                              | Vescovo titolare                      | Jeffrey Robert Haines                   |                                                                       |
| Sede titolare di Tagarata                 |                         | Proconsolare          | Arcidiocesi di Cartagine                     | Vescovo titolare                      | Vacante                                 | vacante dal 2 febbraio 2025                                           |
| Sede titolare di Tagarbala                |                         | Bizacena              |                                              | Vescovo titolare                      | Joseph Armando Espaillat                |                                                                       |
| Sede titolare di Tagaria                  |                         | Bizacena              |                                              | Arcivescovo titolare Titolo personale | Novatus Rugambwa                        |                                                                       |
| Sede titolare di Tagase                   |                         | Bizacena              |                                              | Vescovo titolare                      | José Arturo Cepeda                      |                                                                       |
| Sede titolare di Tagaste                  | Tagaste                 | Numidia               |                                              | Arcivescovo titolare Titolo personale | Ivo Scapolo                             |                                                                       |
| Sede titolare di Tagora                   | Tagora                  | Numidia               |                                              | Vescovo titolare                      | Koenraad Vanhoutte                      |                                                                       |
| Sede titolare di Taio                     | Geyve ?                 | Bitinia               | Arcidiocesi di Nicomedia                     | Vescovo titolare                      | Vacante                                 | vacante dal 27 gennaio 1962                                           |
| Sede titolare di Takrit dei Siri          | Tikrit                  | Persia                |                                              | Vescovo titolare                      | Firas Mundher Dardar                    |                                                                       |
| Sede titolare di Tala                     | Thala                   | Bizacena              |                                              | Vescovo titolare                      | Richard James Umbers                    |                                                                       |
| Sede titolare di Talattula                |                         | Bizacena              |                                              | Vescovo titolare                      | Terence John Gerard Brady               |                                                                       |
| Sede titolare di Tamada                   |                         | Mauritania Cesariense |                                              | Vescovo titolare                      | Santos García                           |                                                                       |
| Sede titolare di Tamagrista               |                         | Mauritania Sitifense  |                                              | Vescovo titolare                      | Zdzisław Fortuniak                      |                                                                       |
| Sede titolare di Tamallula                |                         | Mauritania Sitifense  |                                              | Vescovo titolare                      | Michael Joseph Fitzgerald               |                                                                       |
| Sede titolare di Tamalluma                |                         | Bizacena              |                                              | Vescovo titolare                      | Method Kilaini                          |                                                                       |
| Sede titolare di Tamascani                |                         | Mauritania Sitifense  |                                              | Vescovo titolare                      | Gabino Zavala                           |                                                                       |
| Sede titolare di Tamaso                   | Tamasso (Politiko)      | Cipro                 | Arcidiocesi di Salamina                      | Vescovo titolare                      | Vacante                                 | vacante dal 14 maggio 1984                                            |
| Sede titolare di Tamata                   |                         | Bizacena              |                                              | Vescovo titolare                      | Lee Anthony Piché                       |                                                                       |
| Sede titolare di Tamazeni                 |                         | Bizacena              |                                              | Vescovo titolare                      | Arturo Javier García Pérez              |                                                                       |
| Sede titolare di Tamazuca                 |                         | Mauritania Cesariense |                                              | Vescovo titolare                      | Subroto Boniface Gomes                  |                                                                       |
| Sede titolare di Tambee                   |                         | Bizacena              |                                              | Vescovo titolare                      | John Anthony Boissonneau                |                                                                       |
| Sede titolare di Tamugadi                 | Timgad                  | Numidia               |                                              | Vescovo titolare                      | Vacante                                 | vacante dal 24 maggio 2023                                            |
| Sede titolare di Tanagra                  | Tanagra                 | Ellade                | Arcidiocesi di Tebe                          | Vescovo titolare                      | Vacante                                 | vacante dal 26 marzo 1983                                             |
| Sede titolare di Tanais                   | Tana                    | Zechia                |                                              | Vescovo titolare                      | Vacante                                 | vacante dall'8 settembre 1965                                         |
| Sede titolare di Tanaramusa               | Mouzaia                 | Mauritania Cesariense |                                              | Vescovo titolare                      | Henry Mchamungu                         |                                                                       |
| Sede titolare di Tanasia                  |                         | Egitto                |                                              |                                       |                                         | Storica Soppressa                                                     |
| Sede titolare di Tanes                    |                         |                       |                                              |                                       |                                         | Storica Soppressa                                                     |
| Sede titolare di Tanis                    | Tanis                   | Augustamnica          | Arcidiocesi di Pelusio                       | Vescovo titolare                      | Vacante                                 | vacante dal 14 giugno 1973                                            |
| Sede titolare di Tanudaia                 |                         | Bizacena              |                                              | Vescovo titolare                      | Vacante                                 | vacante dal 13 giugno 2019                                            |
| Sede titolare di Taormina                 | Taormina                | Sicilia               |                                              | Arcivescovo titolare Titolo personale | Edoardo Rovida                          |                                                                       |
| Sede titolare di Taparura                 | Sfax                    | Bizacena              |                                              | Vescovo titolare                      | Pietro Gabrielli                        |                                                                       |
| Sede titolare di Tapasa                   |                         | Caria                 | Arcidiocesi di Stauropoli                    | Vescovo titolare                      | Vacante                                 |                                                                       |
| Sede titolare di Tapso                    | Tapso                   | Bizacena              |                                              | Vescovo titolare                      | Ignacio Carrasco de Paula               |                                                                       |
| Sede titolare di Taraqua                  |                         | Bizacena              |                                              | Vescovo titolare                      | John Stephen Knight                     |                                                                       |
| Sede titolare di Tarasa di Bizacena       |                         | Bizacena              |                                              | Vescovo titolare                      | Gregory James Studerus                  |                                                                       |
| Sede titolare di Tarasa di Numidia        |                         | Numidia               |                                              | Vescovo titolare                      | Artur Grzegorz Miziński                 |                                                                       |
| Sede titolare di Targa                    |                         | Africa Proconsolare   | Arcidiocesi di Cartagine                     | Vescovo titolare                      |                                         | Storica Soppressa                                                     |
| Sede titolare di Tarona                   |                         | Armenia               |                                              | Arcivescovo titolare                  |                                         | Storica Soppressa                                                     |
| Sede titolare di Tarso                    | Tarso                   | Cilicia               |                                              | Arcivescovo titolare                  | Vacante                                 | vacante dal 5 marzo 1973                                              |
| Sede titolare di Tarso dei Greco-Melchiti |                         |                       |                                              | Vescovo titolare Titolo personale     | Jean-Marie Chami                        |                                                                       |
| Sede titolare di Tarso dei Maroniti       |                         |                       |                                              | Vescovo titolare                      | Antoine Nabil Andari                    |                                                                       |
| Sede titolare di Tarso per gli Armeni     |                         |                       |                                              |                                       |                                         | Storica Soppressa                                                     |
| Sede titolare di Tasaccora                |                         | Mauritania Cesariense |                                              | Vescovo titolare                      | Adam John Parker                        |                                                                       |
| Sede titolare di Tasbalta                 |                         | Bizacena              |                                              | Vescovo titolare                      | Vacante                                 | vacante dal 21 novembre 2024                                          |
| Sede titolare di Taso                     | Taso                    | Macedonia             | Arcidiocesi di Filippi                       | Vescovo titolare                      | Vacante                                 | vacante dall'11 marzo 1989                                            |
| Sede titolare di Tatilti                  | Souk El Khemis          | Mauritania Cesariense |                                              | Vescovo titolare                      | Eulises González Sánchez                |                                                                       |
| Sede titolare di Taua                     |                         | Egitto                | Arcidiocesi di Alessandria                   | Vescovo titolare                      | Vacante                                 | vacante dal 29 novembre 1971                                          |
| Sede titolare di Taumaco                  | Domokos                 | Tessalia              | Arcidiocesi di Larissa                       | Vescovo titolare                      | Vacante                                 | vacante dal 21 novembre 1943                                          |
| Sede titolare di Tauriano                 | Tauriana                | Calabria              | Arcidiocesi di Reggio Calabria               | Vescovo titolare                      | Alessandro Staccioli                    |                                                                       |
| Sede titolare di Tavio                    |                         | Galazia               | Arcidiocesi di Ancira                        | Vescovo titolare                      | Vacante                                 | vacante dall'8 luglio 1965                                            |
| Sede titolare di Tebe di Grecia           | Tebe                    | Ellade                |                                              | Arcivescovo titolare                  | Vacante                                 | vacante dal 1º febbraio 1965                                          |
| Sede titolare di Tebe di Ftiotide         |                         | Tessalia              | Arcidiocesi di Larissa                       | Vescovo titolare                      | Vacante                                 | vacante dal 15 dicembre 1989                                          |
| Sede titolare di Tebe di Tebaide          |                         | Tebaide               | Arcidiocesi di Tolemaide di Tebaide          |                                       |                                         | Storica Soppressa                                                     |
| Sede titolare di Tegea                    | Tegea                   | Peloponneso           | Arcidiocesi di Patrasso                      | Vescovo titolare                      | Vacante                                 | vacante dal 5 dicembre 2006                                           |
| Sede titolare di Teglata di Numidia       |                         | Numidia               |                                              | Vescovo titolare                      | Ivan Philip Camilleri                   |                                                                       |
| Sede titolare di Teglata di Proconsolare  |                         | Proconsolare          | Arcidiocesi di Cartagine                     | Vescovo titolare                      | Vacante                                 | vacante dal 14 marzo 2022                                             |
| Sede titolare di Teja                     |                         | Asia                  |                                              |                                       |                                         | Storica Soppressa                                                     |
| Sede titolare di Tela                     |                         | Proconsolare          | Arcidiocesi di Cartagine                     | Vescovo titolare                      | Ivan Ćurić                              |                                                                       |
| Sede titolare di Telde                    | Telde                   | Canarie               | Arcidiocesi di Siviglia                      | Arcivescovo titolare Titolo personale | Giampiero Gloder                        |                                                                       |
| Sede titolare di Telepte                  | Thélepte                | Bizacena              |                                              | Arcivescovo titolare Titolo personale | Edgar Peña Parra                        |                                                                       |
| Sede titolare di Tell-Mahrê               |                         | Osroene               | arcidiocesi di Edessa                        | Vescovo titolare                      | Vacante                                 |                                                                       |
| Sede titolare di Telmisso                 | Telmesso (Fethiye)      | Licia                 | Arcidiocesi di Mira                          | Vescovo titolare                      | Vacante                                 | vacante dal 23 ottobre 1990                                           |
| Sede titolare di Temenotire               |                         | Frigia Pacaziana      | Arcidiocesi di Laodicea                      | Vescovo titolare                      | Vacante                                 |                                                                       |
| Sede titolare di Temiscira                |                         | Ellesponto            | Arcidiocesi di Amasea                        |                                       |                                         | Storica Soppressa                                                     |
| Sede titolare di Temisonio                |                         | Frigia Pacaziana      | Arcidiocesi di Laodicea                      | Vescovo titolare                      | Christian George Nicolas Kratz          |                                                                       |
| Sede titolare di Temno                    |                         | Asia                  | Arcidiocesi di Efeso                         | Vescovo titolare                      | Vacante                                 | vacante dal 5 marzo 1966                                              |
| Sede titolare di Tempe                    |                         | Tessaglia             |                                              |                                       |                                         | Storica Soppressa                                                     |
| Sede titolare di Temuniana                |                         | Bizacena              |                                              | Vescovo titolare                      | Pedro Luis Fuentes Valencia             |                                                                       |
| Sede titolare di Tenara                   |                         | Ellade                | Arcidiocesi di Corinto                       |                                       |                                         | Storica Soppressa                                                     |
| Sede titolare di Tene                     |                         | Bizacena              |                                              | Vescovo titolare                      | Joel Maria dos Santos                   |                                                                       |
| Sede titolare di Tenedo                   | Tenedo                  | Lesbo                 | Arcidiocesi di Mitilene                      | Vescovo titolare                      | Vacante                                 | vacante dal 7 gennaio 1971                                            |
| Sede titolare di Tenneso                  |                         | Augustamnica          | Arcidiocesi di Pelusio                       | Vescovo titolare                      | Vacante                                 | vacante dal 16 ottobre 1971                                           |
| Sede titolare di Tentiri                  | Dendera                 | Tebaide               | Arcidiocesi di Tolemaide di Tebaide          | Vescovo titolare                      | Vacante                                 | vacante dall'11 settembre 1972                                        |
| Sede titolare di Teodoropoli              |                         | Europa                | Arcidiocesi di Eraclea                       | Vescovo titolare                      | Vacante                                 | vacante dal 7 novembre 1957                                           |
| Sede titolare di Teodosia                 |                         |                       |                                              |                                       |                                         | Storica Soppressa                                                     |
| Sede titolare di Teodosiopoli di Arcadia  |                         | Arcadia               | Arcidiocesi di Ossirinco                     | Vescovo titolare                      | Vacante                                 | vacante dal 12 settembre 1967                                         |
| Sede titolare di Teodosiopoli di Armenia  | Erzurum                 | Armenia               | Arcidiocesi di Camaco                        | Vescovo titolare                      | Vacante                                 | vacante dal 22 febbraio 1964                                          |
| Sede titolare di Teos                     | Teo (Sığacık)           | Asia                  | Arcidiocesi di Efeso                         | Vescovo titolare                      | Vacante                                 | vacante dal 28 dicembre 1996                                          |
| Sede titolare di Tepelta                  |                         | Proconsolare          | Arcidiocesi di Cartagine                     | Vescovo titolare                      | Alexandre Coutinho Lopes de Brito Palma |                                                                       |
| Sede titolare di Terenuti                 |                         | Egitto                | Arcidiocesi di Alessandria                   | Vescovo titolare                      | Vacante                                 | vacante dal 13 dicembre 1973                                          |
| Sede titolare di Terme                    |                         | Cappadocia            | Arcidiocesi di Cesarea                       | Vescovo titolare                      | Vacante                                 | vacante dal 24 giugno 1968                                            |
| Sede titolare di Termesso                 | Termessos               | Panfilia              | Arcidiocesi di Perge                         | Vescovo titolare                      | Vacante                                 | vacante dal 25 maggio 1981                                            |
| Sede titolare di Termini Imerese          | Termini Imerese         | Sicilia               |                                              | Vescovo titolare                      | Alfonso Raimo                           |                                                                       |
| Sede titolare di Termopile                |                         | Acaia                 | Arcidiocesi di Atene                         |                                       |                                         | Storica Soppressa                                                     |
| Sede titolare di Tespia                   | Thespies                | Ellade                | Arcidiocesi di Tebe                          | Vescovo titolare                      | Vacante                                 | vacante dal 29 agosto 1971                                            |
| Sede titolare di Tessalonica              | Salonicco               | Macedonia             |                                              | Vescovo titolare                      | Vacante                                 | vacante dal 26 giugno 1967                                            |
| Sede titolare di Tetci                    |                         | Bizacena              |                                              | Vescovo titolare                      | José Manuel Garza Madero                |                                                                       |
| Sede titolare di Teuchira                 | Tocra                   | Libia Pentapolitana   |                                              | Vescovo titolare                      | Vacante                                 | vacante dal 26 settembre 1946                                         |
| Sede titolare di Teudali                  |                         | Proconsolare          | Arcidiocesi di Cartagine                     | Vescovo titolare                      | Vacante                                 | vacante dal 21 novembre 2023                                          |
| Sede titolare di Teuzi                    |                         | Bizacena              |                                              | Vescovo titolare                      | Bernardo Andrés Álvarez Tapia           |                                                                       |
| Sede titolare di Teveste                  | Theveste (Tébessa)      | Numidia               |                                              | Vescovo titolare                      | John Anthony Dooher                     |                                                                       |
| Sede titolare di Tharros                  | Tharros (Cabras)        | Sardegna              |                                              | Vescovo titolare                      | László Kerekes                          |                                                                       |
| Sede titolare di Thérouanne               | Thérouanne              | Francia               | Arcidiocesi di Cambrai                       | Vescovo titolare                      | Étienne Vetö                            |                                                                       |
| Sede titolare di Thurio                   | Thurio                  | Calabria              |                                              | Arcivescovo titolare Titolo personale | Antonio Lucibello                       |                                                                       |
| Sede titolare di Tiana                    | Tyana                   | Cappadocia            |                                              | Arcivescovo titolare                  | Vacante                                 | vacante dal 3 agosto 1975                                             |
| Sede titolare di Tiatira                  | Akhisar                 | Lidia                 | Arcidiocesi di Sardi                         | Vescovo titolare                      | Vacante                                 | vacante dal 28 ottobre 1991                                           |
| Sede titolare di Tiava                    |                         | Numidia               |                                              | Vescovo titolare                      | Nivaldo dos Santos Ferreira             |                                                                       |
| Sede titolare di Tibari                   | Thibar                  | Proconsolare          | Arcidiocesi di Cartagine                     | Vescovo titolare                      | Matthias Heinrich                       |                                                                       |
| Sede titolare di Tiberiade                | Tiberiade               | Palestina             | Arcidiocesi di Scitopoli                     | Vescovo titolare                      | Vacante                                 | vacante dal 29 novembre 1966                                          |
| Sede titolare di Tiberiopoli              | Egrigöz                 | Frigia Pacaziana      | Arcidiocesi di Gerapoli di Frigia            | Vescovo titolare                      | Vacante                                 | vacante dal 10 settembre 1964                                         |
| Sede titolare di Tibica                   |                         | Proconsolare          | Arcidiocesi di Cartagine                     | Vescovo titolare                      | Philippe Marsset                        |                                                                       |
| Sede titolare di Tibili                   | Sellaoua Announa        | Numidia               |                                              | Vescovo titolare                      | Johannes Gerardus Maria van Burgsteden  |                                                                       |
| Sede titolare di Tibiuca                  |                         | Proconsolare          | Arcidiocesi di Cartagine                     | Vescovo titolare                      | Eugenio Coter                           |                                                                       |
| Sede titolare di Tiburnia                 | Teurnia                 | Norico                |                                              | Arcivescovo titolare                  | Andrés Gabriel Ferrada Moreira          |                                                                       |
| Sede titolare di Tibuzabeto               |                         | Mauritania Sitifense  |                                              | Vescovo titolare                      | Danilo Echeverría Verdesoto             |                                                                       |
| Sede titolare di Ticelia                  |                         | Libia                 | Arcidiocesi di Cirene                        |                                       |                                         | Storica Soppressa                                                     |
| Sede titolare di Tiddi                    | Tiddis                  | Numidia               |                                              | Arcivescovo titolare Titolo personale | Eugenio Sbarbaro                        |                                                                       |
| Sede titolare di Tigamibena               |                         | Mauritania Cesariense |                                              | Vescovo titolare                      | Edward Marian Frankowski                |                                                                       |
| Sede titolare di Tigava                   |                         | Mauritania Cesariense |                                              | Vescovo titolare                      | Hiansen Vieira Franco                   |                                                                       |
| Sede titolare di Tiges                    |                         | Bizacena              |                                              | Vescovo titolare                      | Stanisław Gębicki                       |                                                                       |
| Sede titolare di Tigia                    |                         | Bizacena              |                                              | Vescovo titolare                      | Robert Francis Hennessey                |                                                                       |
| Sede titolare di Tigillava                |                         | Numidia               |                                              | Vescovo titolare                      | Stanisław Salaterski                    |                                                                       |
| Sede titolare di Tigimma                  |                         | Proconsolare          | Arcidiocesi di Cartagine                     | Vescovo titolare                      | Stanislaw Dowlaszewicz Billman          |                                                                       |
| Sede titolare di Tigisi di Mauritania     |                         | Mauritania Cesariense |                                              | Vescovo titolare                      | Tadeusz Bronakowski                     |                                                                       |
| Sede titolare di Tigisi di Numidia        |                         | Numidia               |                                              | Vescovo titolare                      | Gerardo Miguel Nieves Loja              |                                                                       |
| Sede titolare di Tignica                  | Aïn Tounga              | Proconsolare          | Arcidiocesi di Cartagine                     | Vescovo titolare                      | Anastácio Cahango                       |                                                                       |
| Sede titolare di Tiguala                  |                         | Bizacena              |                                              | Vescovo titolare                      | Mario Enrique Ríos Mont                 |                                                                       |
| Sede titolare di Timando                  |                         | Pisidia               | Arcidiocesi di Antiochia                     | Vescovo titolare                      | Vacante                                 | vacante dal 9 dicembre 1919                                           |
| Sede titolare di Timbriade                |                         | Pisidia               | Arcidiocesi di Antiochia                     | Vescovo titolare                      | Vacante                                 | vacante dal 4 novembre 1967                                           |
| Sede titolare di Timici                   |                         | Mauritania            |                                              | Vescovo titolare                      | Donald George Sproxton                  |                                                                       |
| Sede titolare di Timida                   |                         | Proconsolare          | Arcidiocesi di Cartagine                     | Vescovo titolare                      | Vacante                                 | vacante dal 12 dicembre 2020                                          |
| Sede titolare di Timidana                 |                         | Mauritania Cesariense |                                              | Vescovo titolare                      | Arthur Leo Kennedy                      |                                                                       |
| Sede titolare di Timida Regia             |                         | Proconsolare          | Arcidiocesi di Cartagine                     | Vescovo titolare                      | Dominic Nguyên Tuan Anh                 |                                                                       |
| Sede titolare di Tindari                  | Tindari                 | Sicilia               | Arcidiocesi di Siracusa                      | Vescovo titolare                      | Vacante                                 | vacante dal 18 giugno 2025                                            |
| Sede titolare di Tingaria                 |                         | Mauritania Cesariense |                                              | Vescovo titolare                      | Eduardo Gonzalo Redondo Castanera       |                                                                       |
| Sede titolare di Tingi                    |                         | Mauritania Tingitana  |                                              |                                       |                                         | Storica Soppressa a seguito dell'erezione dell'arcidiocesi di Tangeri |
| Sede titolare di Tinis                    | Thinis                  | Tebaide               | Arcidiocesi di Tolemaide di Tebaide          | Vescovo titolare                      | Jacob Muricken                          |                                                                       |
| Sede titolare di Tinisa di Numidia        |                         | Numidia               |                                              | Vescovo titolare                      | Vacante                                 | vacante dal 4 agosto 2025                                             |
| Sede titolare di Tinisa di Proconsolare   |                         | Proconsolare          | Arcidiocesi di Cartagine                     | Vescovo titolare                      | Marc Vincent Trudeau                    |                                                                       |
| Sede titolare di Tinista                  |                         | Mauritania Sitifense  |                                              | Vescovo titolare                      | Geraldo de Paula Souza                  |                                                                       |
| Sede titolare di Tino                     | Tenin                   | Dalmazia Inferiore    | Arcidiocesi di Salona Arcidiocesi di Spalato | Vescovo titolare                      | Joselito Ramalho Nogueira               |                                                                       |
| Sede titolare di Tio                      |                         | Onoriade              | Arcidiocesi di Claudiopoli                   | Vescovo titolare                      | Vacante                                 | vacante dal 30 aprile 1970                                            |
| Sede titolare di Tipasa di Mauritania     | Tipasa                  | Mauritania Cesariense |                                              | Vescovo titolare                      | Timothy Joseph Carroll                  |                                                                       |
| Sede titolare di Tipasa di Numidia        |                         | Numidia               |                                              | Vescovo titolare                      | Andrés Luis García Jasso                |                                                                       |
| Sede titolare di Tirieo                   |                         | Pisidia               | Arcidiocesi di Antiochia                     | Vescovo titolare                      | Vacante                                 | vacante dal 27 ottobre 1984                                           |
| Sede titolare di Tirnovo                  | Veliko Tărnovo          | Bulgaria Orientale    |                                              | Arcivescovo titolare                  | Vacante                                 | vacante dal 26 giugno 1967                                            |
| Sede titolare di Tiro                     |                         | Fenicia               |                                              | Arcivescovo titolare                  | Vacante                                 | vacante dal 31 maggio 1984                                            |
| Sede titolare di Tisdro                   | El Jem                  | Bizacena              |                                              | Vescovo titolare                      | Ricardo Hoepers                         |                                                                       |
| Sede titolare di Tisedi                   |                         | Numidia               |                                              | Vescovo titolare                      | Horst Eberlein                          |                                                                       |
| Sede titolare di Tisiduo                  |                         | Proconsolare          | Arcidiocesi di Cartagine                     | Vescovo titolare                      | Júlio César Gomes Moreira               |                                                                       |
| Sede titolare di Tisili                   |                         | Proconsolare          | Arcidiocesi di Cartagine                     | Vescovo titolare                      | Gilvan Pereira Rodrigues                |                                                                       |
| Sede titolare di Titiasso                 |                         | Pisidia               | Arcidiocesi di Antiochia                     | Vescovo titolare                      | Vacante                                 |                                                                       |
| Sede titolare di Tituli di Numidia        |                         | Numidia               |                                              | Vescovo titolare                      | Andherson Franklin Lustoza de Souza     |                                                                       |
| Sede titolare di Tituli di Proconsolare   |                         | Proconsolare          | Arcidiocesi di Cartagine                     | Vescovo titolare                      | Vacante                                 | vacante dal 16 dicembre 2024                                          |
| Sede titolare di Tizica                   |                         | Proconsolare          | Arcidiocesi di Cartagine                     | Vescovo titolare                      | Fernando Ortega Ortega                  |                                                                       |
| Sede titolare di Tiziopoli                |                         | Isauria               | Arcidiocesi di Seleucia                      | Vescovo titolare                      | Vacante                                 | vacante dal 15 marzo 1967                                             |
| Sede titolare di Tlos                     |                         | Licia                 | Arcidiocesi di Mira                          | Vescovo titolare                      | Francisco Ramírez Navarro               |                                                                       |
| Sede titolare di Tmui                     |                         | Augustamnica          | Arcidiocesi di Pelusio                       | Vescovo titolare                      | Vacante                                 | vacante dal 10 agosto 1964                                            |

### To-Tu
| Sede titolare                                      | Sede                 | Regione               | Suffraganea di                               | Titolo                                | Vescovo                          | Note                          |
| -------------------------------------------------- | -------------------- | --------------------- | -------------------------------------------- | ------------------------------------- | -------------------------------- | ----------------------------- |
| Sede titolare di Tois                              |                      | Egitto                | Arcidiocesi di Alessandria                   | Vescovo titolare                      | Vacante                          | vacante dal 21 novembre 1966  |
| Sede titolare di Tokat degli Armeni                | Tokat                |                       |                                              | Vescovo titolare                      | Vacante                          | vacante dal 28 luglio 2012    |
| Sede titolare di Tolemaide di Fenicia              | Acri                 | Fenicia               | Arcidiocesi di Tiro                          | Vescovo titolare                      | Vacante                          | vacante dal 12 settembre 1988 |
| Sede titolare di Tolemaide di Fenicia dei Maroniti |                      |                       |                                              | Vescovo titolare                      | Antoine Aukar                    |                               |
| Sede titolare di Tolemaide di Libia                | Tolemaide            | Libia Pentapolitana   |                                              | Vescovo titolare                      | Vacante                          | vacante dal 24 giugno 2021    |
| Sede titolare di Tolemaide di Tebaide              | Tolemaide di Tebaide | Tebaide               |                                              | Arcivescovo titolare                  | Vacante                          | vacante dal 26 giugno 1967    |
| Sede titolare di Tolentino                         | Tolentino            |                       |                                              | Arcivescovo titolare Titolo personale | Maurizio Bravi                   |                               |
| Sede titolare di Tomi                              | Costanza             | Scizia                |                                              | Arcivescovo titolare                  | Vacante                          | vacante dal 15 agosto 1965    |
| Sede titolare di Tongeren                          | Tongeren             | Belgio                | Arcidiocesi di Malines-Bruxelles             | Vescovo titolare                      | Vacante                          | vacante dal 5 giugno 2019     |
| Sede titolare di Torcello                          | Torcello             | Veneto                | Patriarcato di Venezia                       | Arcivescovo titolare Titolo personale | Piero Pioppo                     |                               |
| Sede titolare di Torone                            | Toroni               | Macedonia             | Arcidiocesi di Tessalonica                   |                                       |                                  | Storica Soppressa             |
| Sede titolare di Torreblanda                       |                      | Bizacena              |                                              | Vescovo titolare                      | Jan Szkodon                      |                               |
| Sede titolare di Torre di Mauritania               |                      | Mauritania Cesariense |                                              | Vescovo titolare                      | Alain de Raemy                   |                               |
| Sede titolare di Torre di Proconsolare             |                      | Proconsolare          | Arcidiocesi di Cartagine                     | Arcivescovo titolare Titolo personale | Luigi Pezzuto                    |                               |
| Sede titolare di Torre Rotonda                     |                      | Numidia               |                                              | Vescovo titolare                      | Luis Alfonso Márquez Molina      |                               |
| Sede titolare di Torre di Tamalleno                |                      | Bizacena              |                                              | Vescovo titolare                      | Vacante                          | vacante dal 21 dicembre 2024  |
| Sede titolare di Torri di Ammenia                  |                      | Numidia               |                                              | Vescovo titolare                      | Lucio Lemmo                      |                               |
| Sede titolare di Torri della Concordia             |                      | Numidia               |                                              | Vescovo titolare                      | Giuseppe Natale Vegezzi          |                               |
| Sede titolare di Torri di Bizacena                 |                      | Bizacena              |                                              | Vescovo titolare                      | Hil Kabashi                      |                               |
| Sede titolare di Torri di Numidia                  |                      | Numidia               |                                              | Vescovo titolare                      | Guillermo Teodoro Elías Millares |                               |
| Sede titolare di Tortiboli                         | Tortiboli            | Beneventano           | Arcidiocesi di Benevento                     | Vescovo titolare                      | Gennaro Acampa                   |                               |
| Sede titolare di Tracula                           |                      | Lidia                 | Arcidiocesi di Sardi                         | Vescovo titolare                      | Vacante                          | vacante dal 25 dicembre 1966  |
| Sede titolare di Traianopoli di Frigia             |                      | Frigia Pacaziana      | Arcidiocesi di Laodicea                      | Vescovo titolare                      | Vacante                          | vacante dal 5 maggio 1967     |
| Sede titolare di Traianopoli di Rodope             |                      | Rodope                |                                              | Arcivescovo titolare                  | Vacante                          | vacante dal 12 gennaio 1968   |
| Sede titolare di Tralle di Asia                    |                      | Asia                  | Arcidiocesi di Efeso                         | Vescovo titolare                      | Vacante                          | vacante dal 21 agosto 1974    |
| Sede titolare di Tralle di Lidia                   |                      | Lidia                 | Arcidiocesi di Sardi                         | Vescovo titolare                      | Vacante                          |                               |
| Sede titolare di Transmarisca                      | Tutrakan             | Mesia Inferiore       | Arcidiocesi di Marcianopoli                  | Vescovo titolare                      | Vacante                          |                               |
| Sede titolare di Trapezopoli                       |                      | Frigia Pacaziana      | Arcidiocesi di Laodicea                      | Vescovo titolare                      | Vacante                          | vacante dal 14 marzo 1990     |
| Sede titolare di Traù                              | Traù                 | Dalmazia Inferiore    | Arcidiocesi di Salona Arcidiocesi di Spalato | Vescovo titolare                      | Pierre Farine                    |                               |
| Sede titolare di Treba                             | Trevi nel Lazio      | Lazio                 |                                              | Vescovo titolare                      | Levente Balázs Martos            |                               |
| Sede titolare di Trebenna                          |                      | Panfilia              | Arcidiocesi di Perge                         | Vescovo titolare                      | Vacante                          | vacante dal 4 aprile 1966     |
| Sede titolare di Trebisonda                        | Trebisonda           | Ponto Polemoniaco     |                                              | Arcivescovo titolare                  | Vacante                          | vacante dal 16 luglio 1969    |
| Sede titolare di Trebisonda degli Armeni           |                      |                       |                                              | Vescovo titolare                      | Vacante                          | vacante dal 28 gennaio 2002   |
| Sede titolare di Treia                             | Treia                | Marche                |                                              | Arcivescovo titolare Titolo personale | Germano Penemote                 |                               |
| Sede titolare di Tremitonte                        |                      | Cipro                 | Arcidiocesi di Salamina                      | Vescovo titolare                      | Vacante                          | vacante dal 3 gennaio 1966    |
| Sede titolare di Tre Taverne                       | Tres Tabernae        | Lazio                 |                                              | Arcivescovo titolare Titolo personale | Tymon Tytus Chmielecki           |                               |
| Sede titolare di Trevi                             | Trevi                | Umbria                |                                              | Vescovo titolare                      | Paolo Schiavon                   |                               |
| Sede titolare di Trevico                           |                      | Salernitano           | Arcidiocesi di Conza                         | Vescovo titolare                      | Johannes Antonius de Kok         |                               |
| Sede titolare di Trezene                           | Trezene              | Peloponneso           | Arcidiocesi di Corinto                       | Vescovo titolare                      | Vacante                          |                               |
| Sede titolare di Tricala                           | Tricala              | Sicilia               |                                              | Arcivescovo titolare Titolo personale | Giorgio Demetrio Gallaro         |                               |
| Sede titolare di Tricala                           |                      | Tessaglia             | Arcidiocesi di Larissa                       |                                       |                                  | Storica Soppressa             |
| Sede titolare di Tricca                            | Trikala              | Tessaglia             | Arcidiocesi di Larissa                       | Vescovo titolare                      | Vacante                          | vacante dal 16 maggio 1966    |
| Sede titolare di Tricomia                          |                      | Palestina             | Arcidiocesi di Cesarea                       |                                       |                                  | Storica Soppressa             |
| Sede titolare di Tripoli di Lidia                  |                      | Lidia                 | Arcidiocesi di Sardi                         | Vescovo titolare                      | Vacante                          |                               |
| Sede titolare di Tripoli di Fenicia                | Tripoli              | Fenicia               | Arcidiocesi di Tiro                          | Vescovo titolare                      | Vacante                          | vacante dal 1º marzo 1902     |
| Sede titolare di Trisipa                           |                      | Proconsolare          | Arcidiocesi di Cartagine                     | Vescovo titolare                      | Mauricio Alberto Landra          |                               |
| Sede titolare di Troade                            |                      | Ellesponto            | Arcidiocesi di Cizico                        | Vescovo titolare                      | Vacante                          | vacante dal 23 gennaio 1971   |
| Sede titolare di Troade                            |                      | Ellesponto            | Arcidiocesi di Cizico                        |                                       |                                  | Storica Soppressa             |
| Sede titolare di Trocmade                          |                      | Galazia               | Arcidiocesi di Pessinonte                    | Vescovo titolare                      | Vacante                          | vacante dal 14 agosto 1968    |
| Sede titolare di Trofimiana                        |                      | Bizacena              |                                              | Vescovo titolare                      | Bernard Laloo                    |                               |
| Sede titolare di Troina                            | Troina               | Sicilia               | Arcidiocesi di Messina                       | Vescovo titolare                      | Sebastian Vaniyapurackal         |                               |
| Sede titolare di Tronto                            | Tronto               | Piceno                |                                              | Vescovo titolare                      | Vacante                          | vacante dal 18 giugno 2025    |
| Sede titolare di Tubernuca                         |                      | Proconsolare          | Arcidiocesi di Cartagine                     | Vescovo titolare                      | Antuan Ilgit                     |                               |
| Sede titolare di Tubia                             |                      | Mauritania Cesariense |                                              | Vescovo titolare                      | Vacante                          | vacante dal 16 luglio 2021    |
| Sede titolare di Tubiza                            |                      | Proconsolare          | Arcidiocesi di Cartagine                     | Vescovo titolare                      | Lucio Alfert                     |                               |
| Sede titolare di Tubulbaca                         | Téboulba ?           | Bizacena              |                                              | Vescovo titolare                      | Denis Theurillat                 |                               |
| Sede titolare di Tubune di Mauritania              |                      | Mauritania Cesariense |                                              | Vescovo titolare                      | Peter Leslie Smith               |                               |
| Sede titolare di Tubune di Numidia                 |                      | Numidia               |                                              | Vescovo titolare                      | Simon Peter Kamomoe              |                               |
| Sede titolare di Tuburbo Maggiore                  | Thuburbo Majus       | Proconsolare          | Arcidiocesi di Cartagine                     | Vescovo titolare                      | Vacante                          | vacante dal 12 febbraio 2025  |
| Sede titolare di Tuburbo Minore                    |                      | Proconsolare          | Arcidiocesi di Cartagine                     | Vescovo titolare                      | Godfrey Jackson Mwasekaga        |                               |
| Sede titolare di Tuburnica                         |                      | Proconsolare          | Arcidiocesi di Cartagine                     | Vescovo titolare                      | Rolf Steinhäuser                 |                               |
| Sede titolare di Tubursico                         |                      | Numidia               |                                              | Vescovo titolare                      | Peter John Uglietto              |                               |
| Sede titolare di Tubursico-Bure                    |                      | Proconsolare          | Arcidiocesi di Cartagine                     | Vescovo titolare                      | Mykhaylo Bubniy                  |                               |
| Sede titolare di Tubusuptu                         |                      | Numidia               |                                              | Vescovo titolare                      | José Javier Travieso Martín      |                               |
| Sede titolare di Tuccabora                         |                      | Proconsolare          | Arcidiocesi di Cartagine                     | Vescovo titolare                      | Francisco González Hernández     |                               |
| Sede titolare di Tucca di Mauritania               |                      | Mauritania Sitifense  |                                              | Vescovo titolare                      | Vacante                          | vacante dal 15 agosto 2024    |
| Sede titolare di Tucca di Numidia                  |                      | Numidia               |                                              | Vescovo titolare                      | Raymond Wai Lin Htun             |                               |
| Sede titolare di Tucca Terebentina                 |                      | Bizacena              |                                              | Vescovo titolare                      | Gerardo Antonio Žerdín Bukovec   |                               |
| Sede titolare di Tucci                             | Martos               | Spagna                | Arcidiocesi di Siviglia                      | Vescovo titolare                      | Juan Manuel Muñoz Curiel         |                               |
| Sede titolare di Tugga                             | Thugga               | Proconsolare          | Arcidiocesi di Cartagine                     | Vescovo titolare                      | Timothy Francis Menezes          |                               |
| Sede titolare di Tulana                            |                      | Proconsolare          | Arcidiocesi di Cartagine                     | Vescovo titolare                      | Oleksandr Jazlovec'kyj           |                               |
| Sede titolare di Tullia                            |                      | Numidia               |                                              | Vescovo titolare                      | John-Nhan Tran Van Nhan          |                               |
| Sede titolare di Tunes                             |                      | Proconsolare          | Arcidiocesi di Cartagine                     | Vescovo titolare                      | Antônio Luiz Catelan Ferreira    |                               |
| Sede titolare di Tunigaba                          |                      | Proconsolare          | Arcidiocesi di Cartagine                     | Vescovo titolare                      | Paweł Socha                      |                               |
| Sede titolare di Tunnuna                           |                      | Proconsolare          | Arcidiocesi di Cartagine                     | Vescovo titolare                      | Matthäus Karrer                  |                               |
| Sede titolare di Tunudruma                         |                      | Proconsolare          | Arcidiocesi di Cartagine                     | Vescovo titolare                      | Josef Hrdlička                   |                               |
| Sede titolare di Tunusuda                          |                      | Proconsolare          | Arcidiocesi di Cartagine                     | Vescovo titolare                      | José Luis Fletes Santana         |                               |
| Sede titolare di Turuda                            |                      | Africa                |                                              | Vescovo titolare                      | Woldeghiorghis Matheos           |                               |
| Sede titolare di Turuzi                            |                      | Proconsolare          | Arcidiocesi di Cartagine                     | Vescovo titolare                      | Vacante                          | vacante dal 1º luglio 2025    |
| Sede titolare di Tuscamia                          |                      | Mauritania Cesariense |                                              | Vescovo titolare                      | Antônio Augusto Dias Duarte      |                               |
| Sede titolare di Tuscania                          | Tuscania             | Lazio                 |                                              | Arcivescovo titolare Titolo personale | Giorgio Lingua                   |                               |
| Sede titolare di Tusuro                            | Tozeur               | Bizacena              |                                              | Vescovo titolare                      | Vacante                          | vacante dal 6 maggio 2020     |

## U
| Sede titolare                  | Sede                 | Regione               | Suffraganea di                   | Titolo                                | Vescovo                                  | Note                         |
| ------------------------------ | -------------------- | --------------------- | -------------------------------- | ------------------------------------- | ---------------------------------------- | ---------------------------- |
| Sede titolare di Ubaba         |                      | Mauritania Cesariense |                                  | Vescovo titolare                      | José Adalberto Jiménez Mendoza           |                              |
| Sede titolare di Ubaza         |                      | Numidia               |                                  | Vescovo titolare                      | José María Baliña                        |                              |
| Sede titolare di Uccula        |                      | Proconsolare          | Arcidiocesi di Cartagine         | Vescovo titolare                      | Robertus Gerardus Leonia Maria Mutsaerts |                              |
| Sede titolare di Uchi Maggiore |                      | Proconsolare          | Arcidiocesi di Cartagine         | Vescovo titolare                      | Vacante                                  | vacante dal 10 giugno 2022   |
| Sede titolare di Ucres         |                      | Proconsolare          | Arcidiocesi di Cartagine         | Vescovo titolare                      | Roy Edward Campbell                      |                              |
| Sede titolare di Ulpiana       | Ulpiana              | Dardania              | Arcidiocesi di Skopje            | Vescovo titolare                      | Vacante                                  | vacante dal 4 luglio 2024    |
| Sede titolare di Ululi         |                      | Proconsolare          | Arcidiocesi di Cartagine         | Vescovo titolare                      | Vacante                                  | vacante dal 4 aprile 2024    |
| Sede titolare di Umbriatico    | Umbriatico           | Calabria              | Arcidiocesi di Santa Severina    | Arcivescovo titolare Titolo personale | Santo Gangemi                            |                              |
| Sede titolare di Unizibira     |                      | Bizacena              |                                  | Vescovo titolare                      | Vacante                                  | vacante dal 12 luglio 2023   |
| Sede titolare di Uppenna       | nei pressi di Enfida | Bizacena              |                                  | Vescovo titolare                      | Jan De Bie                               |                              |
| Sede titolare di Urbisaglia    | Urbisaglia           | Piceno                | Arcidiocesi di Fermo             | Arcivescovo titolare Titolo personale | Georg Gänswein                           |                              |
| Sede titolare di Urci          | Villaricos           | Spagna                | Arcidiocesi di Toledo            | Vescovo titolare                      | David Abadías Aurín                      |                              |
| Sede titolare di Urima         |                      | Siria Eufratense      | Arcidiocesi di Gerapoli di Siria | Vescovo titolare                      | Vacante                                  | vacante dal 15 novembre 1966 |
| Sede titolare di Ursona        | Osuna                | Spagna                | Arcidiocesi di Siviglia          | Arcivescovo titolare Titolo personale | Rubén Darío Ruiz Mainardi                |                              |
| Sede titolare di Urusi         |                      | Proconsolare          | Arcidiocesi di Cartagine         | Vescovo titolare                      | Vacante                                  | vacante dall'11 gennaio 2025 |
| Sede titolare di Usinaza       |                      | Mauritania Cesariense |                                  | Vescovo titolare                      | Vacante                                  | vacante dal 10 marzo 2009    |
| Sede titolare di Usula         |                      | Bizacena              |                                  | Vescovo titolare                      | Vacante                                  | vacante dal 14 aprile 2025   |
| Sede titolare di Utica         | Utica                | Proconsolare          | Arcidiocesi di Cartagine         | Arcivescovo titolare Titolo personale | Philippe Curbelié                        |                              |
| Sede titolare di Utimma        |                      | Proconsolare          | Arcidiocesi di Cartagine         | Vescovo titolare                      | Theodorus van Ruijven                    |                              |
| Sede titolare di Utimmira      |                      | Proconsolare          | Arcidiocesi di Cartagine         | Vescovo titolare                      | Edouard Isango Nkoyo                     |                              |
| Sede titolare di Utina         | Oudna                | Proconsolare          | Arcidiocesi di Cartagine         | Vescovo titolare                      | William Joseph Winter                    |                              |
| Sede titolare di Uzali         | El Alia              | Proconsolare          | Arcidiocesi di Cartagine         | Vescovo titolare                      | Germán Humberto Barbosa Mora             |                              |
| Sede titolare di Uzippari      |                      | Proconsolare          | Arcidiocesi di Cartagine         | Vescovo titolare                      | Thomas Chakiath                          |                              |
| Sede titolare di Uzita         |                      | Bizacena              |                                  | Vescovo titolare                      | Vacante                                  | vacante dal 14 febbraio 2024 |

## V
| Sede titolare                               | Sede                                    | Regione               | Suffraganea di                 | Titolo                                | Vescovo                          | Note                          |
| ------------------------------------------- | --------------------------------------- | --------------------- | ------------------------------ | ------------------------------------- | -------------------------------- | ----------------------------- |
| Sede titolare di Vada                       |                                         | Numidia               |                                | Vescovo titolare                      | George Beluso Rimando            |                               |
| Sede titolare di Vadesi                     |                                         | Numidia               |                                | Vescovo titolare                      | Albert Matta Bahhuth             |                               |
| Sede titolare di Vaga                       | Béja                                    | Proconsolare          | Arcidiocesi di Cartagine       | Vescovo titolare                      | Antonín Basler                   |                               |
| Sede titolare di Vagada                     |                                         | Numidia               |                                | Vescovo titolare                      | Bohdan Dzjurach                  |                               |
| Sede titolare di Vagal                      | Sidi-Ben-Thiour                         | Mauritania Cesariense |                                | Vescovo titolare                      | Miguel Romano Gómez              |                               |
| Sede titolare di Vageata                    |                                         | Numidia               |                                | Vescovo titolare                      | Wiesław Szlachetka               |                               |
| Sede titolare di Vagrauta                   |                                         | Numidia               |                                | Vescovo titolare                      | Juan Frausto Pallares            |                               |
| Sede titolare di Vaison                     | Vaison                                  | Francia               | Arcidiocesi di Marsiglia       | Vescovo titolare                      | Jean Bondu                       |                               |
| Sede titolare di Valabria                   | Villamayor de Brea                      | Spagna                | Arcidiocesi di Braga           | Vescovo titolare                      | József Tamás                     |                               |
| Sede titolare di Valentiniana               |                                         | Bizacena              |                                | Vescovo titolare                      | Philip Pargeter                  |                               |
| Sede titolare di Valenza                    |                                         | Frigia Pacaziana      | Arcidiocesi di Laodicea        | Vescovo titolare                      | Vacante                          |                               |
| Sede titolare di Valeria                    | Las Valeras                             | Spagna                | Arcidiocesi di Toledo          | Arcivescovo titolare Titolo personale | Francesco Canalini               |                               |
| Sede titolare di Valliposita                | Valpuesta                               | Spagna                | Arcidiocesi di Tarragona       | Vescovo titolare                      | Vicente Martín Muñoz             |                               |
| Sede titolare di Vallis                     | Sidi-Medien (governatorato di Zaghouan) | Proconsolare          | Arcidiocesi di Cartagine       | Vescovo titolare                      | José Rafael Palma Capetillo      |                               |
| Sede titolare di Vamalla                    |                                         | Mauritania Sitifense  |                                | Vescovo titolare                      | Vacante                          | vacante dal 25 settembre 2013 |
| Sede titolare di Vanariona                  |                                         | Mauritania Cesariense |                                | Vescovo titolare                      | Prosper Balthazar Lyimo          |                               |
| Sede titolare di Vannida                    |                                         | Mauritania Cesariense |                                | Arcivescovo titolare Titolo personale | Kryspin Dubiel                   |                               |
| Sede titolare di Vardimissa                 |                                         | Mauritania Cesariense |                                | Vescovo titolare                      | Vacante                          | vacante dal 9 luglio 2021     |
| Sede titolare di Vartana                    |                                         | Bizacena              |                                | Vescovo titolare                      | Vacante                          | vacante dal 28 maggio 2024    |
| Sede titolare di Vasada                     |                                         | Licaonia              | Arcidiocesi di Iconio          | Vescovo titolare                      | Vacante                          | vacante dal 4 maggio 1980     |
| Sede titolare di Vassinassa                 |                                         | Bizacena              |                                | Vescovo titolare                      | Zbigniew Daniel Wołkowicz        |                               |
| Sede titolare di Vatarba                    |                                         | Numidia               |                                | Vescovo titolare                      | Danival Milagres Coelho          |                               |
| Sede titolare di Vazari                     |                                         | Proconsolare          | Arcidiocesi di Cartagine       | Vescovo titolare                      | Yvan Mathieu                     |                               |
| Sede titolare di Vazari-Didda               |                                         | Proconsolare          | Arcidiocesi di Cartagine       | Vescovo titolare                      | Engelberto Polino Sánchez        |                               |
| Sede titolare di Vazi-Sarra                 |                                         | Proconsolare          | Arcidiocesi di Cartagine       | Vescovo titolare                      | Anton Losinger                   |                               |
| Sede titolare di Vegesela di Bizacena       |                                         | Bizacena              |                                | Vescovo titolare                      | Franz Josef Gebert               |                               |
| Sede titolare di Vegesela di Numidia        |                                         | Numidia               |                                | Vescovo titolare                      | Josaphat Jackson Bududu          |                               |
| Sede titolare di Velebusdo                  | Kjustendil                              | Dacia Mediterranea    |                                | Arcivescovo titolare                  | Gábor Pintér                     |                               |
| Sede titolare di Velefi                     |                                         | Numidia               |                                | Vescovo titolare                      | Vacante                          | vacante dal 5 ottobre 2024    |
| Sede titolare di Velia                      | Velia                                   | Campania              |                                | Vescovo titolare                      | Krzysztof Józef Nykiel           |                               |
| Sede titolare di Velicia                    | Drama                                   | Macedonia             | Arcidiocesi di Filippi         | Vescovo titolare                      | Vacante                          | vacante dal 19 giugno 1968    |
| Sede titolare di Vera                       |                                         | Proconsolare          | Arcidiocesi di Cartagine       | Vescovo titolare                      |                                  | Storica Soppressa             |
| Sede titolare di Verbe                      |                                         | Panfilia              | Arcidiocesi di Perge           | Vescovo titolare                      | Rafic Nahra                      |                               |
| Sede titolare di Vergi                      | Berja                                   | Spagna                | Arcidiocesi di Siviglia        | Vescovo titolare                      | José Antonio Álvarez Sánchez     |                               |
| Sede titolare di Verinopoli                 |                                         | Galazia               | Arcidiocesi di Ancira          | Vescovo titolare                      | Vacante                          | vacante dal 22 novembre 1982  |
| Sede titolare di Verissa                    |                                         | Armenia               |                                | Arcivescovo titolare                  | Vacante                          | vacante dal 25 marzo 1965     |
| Sede titolare di Verrona                    |                                         | Numidia               |                                | Vescovo titolare                      | James Francis McCarthy           |                               |
| Sede titolare di Vertara                    |                                         | Proconsolare          | Arcidiocesi di Cartagine       | Vescovo titolare                      | Emmanuel Tois                    |                               |
| Sede titolare di Vescera                    |                                         | Numidia               |                                | Vescovo titolare                      | John Bosco Chang Shin-Ho         |                               |
| Sede titolare di Vescovio                   | Vescovio                                | Lazio                 |                                | Vescovo titolare                      | Marcelo Sánchez Sorondo          |                               |
| Sede titolare di Vibiana                    |                                         | Bizacena              |                                | Arcivescovo titolare Titolo personale | Eliseo Antonio Ariotti           |                               |
| Sede titolare di Vibo Valentia              | Vibo Valentia                           | Calabria              | Arcidiocesi di Reggio Calabria | Arcivescovo titolare Titolo personale | Aldo Cavalli                     |                               |
| Sede titolare di Vico della Torre           |                                         | Proconsolare          | Arcidiocesi di Cartagine       | Vescovo titolare                      | Sławomir Szkredka                |                               |
| Sede titolare di Vico di Aterio             |                                         | Bizacena              |                                | Vescovo titolare                      | Vacante                          | vacante dal 17 ottobre 2022   |
| Sede titolare di Vico di Augusto            | Sidi El Hani ?                          | Bizacena              |                                | Vescovo titolare                      | Alberto Campos Hernández         |                               |
| Sede titolare di Vico di Cesare             |                                         | Numidia               |                                | Vescovo titolare                      | Mário Pasqualotto                |                               |
| Sede titolare di Vico di Pacato             |                                         | Numidia               |                                | Vescovo titolare                      | Vacante                          | vacante dal 12 settembre 2024 |
| Sede titolare di Vico Equense               | Vico Equense                            | Campania              | Arcidiocesi di Sorrento        | Arcivescovo titolare Titolo personale | Dieudonné Datonou                |                               |
| Sede titolare di Villamagna di Proconsolare |                                         | Proconsolare          | Arcidiocesi di Cartagine       | Vescovo titolare                      | Vacante                          | vacante dal 27 agosto 2022    |
| Sede titolare di Villamagna di Tripolitania |                                         | Tripolitania          |                                | Vescovo titolare                      | Peter Birkhofer                  |                               |
| Sede titolare di Villanova                  |                                         | Mauritania Cesariense |                                | Vescovo titolare                      | Mirosław Milewski                |                               |
| Sede titolare di Villa del Re               |                                         | Numidia               |                                | Vescovo titolare                      | Karlheinz Diez                   |                               |
| Sede titolare di Viminacio                  | Viminacium                              | Mesia Superiore       |                                | Arcivescovo titolare                  | Stanisław Wojciech Wielgus       |                               |
| Sede titolare di Vina                       |                                         | Proconsolare          | Arcidiocesi di Cartagine       | Vescovo titolare                      | Anton Jamnik                     |                               |
| Sede titolare di Vincennes                  | Vincennes                               | Stati Uniti           | Arcidiocesi di Indianapolis    | Vescovo titolare                      | Gerald Eugene Wilkerson          |                               |
| Sede titolare di Vinda                      |                                         | Proconsolare          | Arcidiocesi di Cartagine       | Arcivescovo titolare Titolo personale | Franco Coppola                   |                               |
| Sede titolare di Viruno                     | Virunum                                 | Norico                | Patriarcato di Aquileia        | Arcivescovo titolare Titolo personale | Fermín Emilio Sosa Rodríguez     |                               |
| Sede titolare di Vissalsa                   |                                         | Mauritania Cesariense |                                | Vescovo titolare                      | Neal James Buckon                |                               |
| Sede titolare di Vita                       |                                         | Bizacena              |                                | Vescovo titolare                      | Roberto Rosmaninho Mariz         |                               |
| Sede titolare di Vittoriana                 |                                         | Bizacena              |                                | Arcivescovo titolare Titolo personale | Ettore Balestrero                |                               |
| Sede titolare di Voghenza                   | Voghenza                                | Romagna               |                                | Arcivescovo titolare Titolo personale | Salvatore Fisichella             |                               |
| Sede titolare di Voli                       |                                         | Proconsolare          | Arcidiocesi di Cartagine       | Arcivescovo titolare Titolo personale | Janusz Urbańczyk                 |                               |
| Sede titolare di Volturno                   | Castel Volturno                         | Campania              |                                | Arcivescovo titolare Titolo personale | Angelo Vincenzo Zani             |                               |
| Sede titolare di Voncaria                   |                                         | Mauritania Cesariense |                                | Vescovo titolare                      | Paul Nguyễn Quang Đĩnh           |                               |
| Sede titolare di Voncariana                 |                                         | Mauritania Cesariense |                                | Vescovo titolare                      | Victor Antonio Tamayo Betancourt |                               |
| Sede titolare di Vulturara                  | Volturara Appula                        | Beneventano           | Arcidiocesi di Benevento       | Arcivescovo titolare Titolo personale | Javier Herrera Corona            |                               |
| Sede titolare di Vulturia                   |                                         | Mauritania Cesariense |                                | Vescovo titolare                      | Rodrigo Mejía Saldarriaga        |                               |

## W
| Sede titolare                    | Sede            | Regione     | Suffraganea di             | Titolo           | Vescovo           | Note               |
| -------------------------------- | --------------- | ----------- | -------------------------- | ---------------- | ----------------- | ------------------ |
| Sede titolare di Walla Walla     | Walla Walla     | Stati Uniti | Arcidiocesi di Oregon City | Vescovo titolare | Witold Mroziewski |                    |
| Sede titolare di Wiener Neustadt | Wiener Neustadt | Austria     | Arcidiocesi di Vienna      | Vescovo titolare | Christian Werner  |                    |
| Sede titolare di Wigry           | Wigry           | Polonia     |                            | Vescovo titolare | Marek Szkudło     | istituita nel 2014 |

## X
| Sede titolare          | Sede    | Regione | Suffraganea di             | Titolo           | Vescovo | Note                      |
| ---------------------- | ------- | ------- | -------------------------- | ---------------- | ------- | ------------------------- |
| Sede titolare di Xante | Xanthi  | Rodope  | Arcidiocesi di Traianopoli | Vescovo titolare | Vacante | vacante dal 4 giugno 1561 |
| Sede titolare di Xanto | Xanthos | Licia   | Arcidiocesi di Mira        | Vescovo titolare | Vacante | vacante dal 18 marzo 2003 |
| Sede titolare di Xois  | Sakha   | Egitto  |                            | Vescovo titolare | Vacante |                           |

## Z
| Sede titolare                          | Sede                                 | Regione               | Suffraganea di                   | Titolo                                | Vescovo                         | Note                          |
| -------------------------------------- | ------------------------------------ | --------------------- | -------------------------------- | ------------------------------------- | ------------------------------- | ----------------------------- |
| Sede titolare di Zaba                  | Tolga ?                              | Numidia               |                                  | Vescovo titolare                      | Edgar Hernando Tirado Mazo      |                               |
| Sede titolare di Zabi                  |                                      | Mauritania Sitifense  |                                  | Vescovo titolare                      | Robert Joseph Coyle             |                               |
| Sede titolare di Zabulon               |                                      | Palestina             | Arcidiocesi di Cesarea           | Vescovo titolare                      | Vacante                         |                               |
| Sede titolare di Zagili                |                                      | Libia Inferiore       | Arcidiocesi di Darni             | Vescovo titolare                      | Vacante                         |                               |
| Sede titolare di Zaliche               | Alaçam                               | Elenoponto            | Arcidiocesi di Amasea            | Vescovo titolare                      | Vacante                         | vacante dal 30 aprile 1990    |
| Sede titolare di Zallata               |                                      | Mauritania Sitifense  |                                  | Vescovo titolare                      | Wilbroad Henry Kibozi           |                               |
| Sede titolare di Zama Maggiore         | Zama                                 | Proconsolare          | Arcidiocesi di Cartagine         | Vescovo titolare                      | Joseph Vu Cong Vien             |                               |
| Sede titolare di Zama Minore           |                                      | Proconsolare          | Arcidiocesi di Cartagine         | Vescovo titolare                      | Barthélemy Adoukonou            |                               |
| Sede titolare di Zapara                |                                      | Macedonia             | Arcidiocesi di Tessalonica       | Vescovo titolare                      | Vacante                         | vacante dal 3 giugno 1976     |
| Sede titolare di Zarai                 | Zraïa                                | Numidia               |                                  | Vescovo titolare                      | Assis Lopes                     |                               |
| Sede titolare di Zaratovio             |                                      | Ellade                | Arcidiocesi di Tebe              | Vescovo titolare                      | Vacante                         |                               |
| Sede titolare di Zarna                 |                                      | Proconsolare          | Arcidiocesi di Cartagine         | Vescovo titolare                      | Sonatan Kisku                   |                               |
| Sede titolare di Zarzela               |                                      | Pisidia               | Arcidiocesi di Antiochia         | Vescovo titolare                      | Vacante                         |                               |
| Sede titolare di Zattara               | Kef-Bou-Zioun (comune di Bouchegouf) | Numidia               |                                  | Vescovo titolare                      | Edgar Jesús Mejía Orozco        |                               |
| Sede titolare di Zefirio               | Mersin                               | Cilicia               | Arcidiocesi di Tarso             | Vescovo titolare                      | Vacante                         | vacante dal 26 luglio 1966    |
| Sede titolare di Zela                  | Zile                                 | Elenoponto            | Arcidiocesi di Amasea            | Vescovo titolare                      | Vacante                         | vacante dal 7 luglio 1964     |
| Sede titolare di Zella                 |                                      | Bizacena              |                                  | Arcivescovo titolare Titolo personale | Samuele Sangalli                |                               |
| Sede titolare di Zenobia               | Halabiye                             | Siria Eufratense      | Arcidiocesi di Sergiopoli        | Vescovo titolare                      | Vacante                         | vacante dal 1º settembre 2004 |
| Sede titolare di Zenopoli di Isauria   | Zenonopoli                           | Isauria               | Arcidiocesi di Seleucia          | Vescovo titolare                      | Vacante                         | vacante dal 21 dicembre 2010  |
| Sede titolare di Zenopoli di Licia     |                                      | Licia                 | Arcidiocesi di Mira              | Vescovo titolare                      | Vacante                         | vacante dal 10 agosto 1808    |
| Sede titolare di Zernico               | Čerminik (nei pressi di Elbasan)     | Bulgaria Occidentale  | Arcidiocesi di Acrida            | Vescovo titolare                      | Mariusz Tomasz Dmyterko         |                               |
| Sede titolare di Zerta                 |                                      | Numidia               |                                  | Vescovo titolare                      | Robert Joseph Hermann           |                               |
| Sede titolare di Zeugma di Mesopotamia |                                      | Mesopotamia           | Arcidiocesi di Amida             | Vescovo titolare                      | Vacante                         |                               |
| Sede titolare di Zeugma di Siria       | Zeugma                               | Siria Eufratense      | Arcidiocesi di Gerapoli di Siria | Vescovo titolare                      | Vacante                         | vacante dal 18 novembre 2020  |
| Sede titolare di Zica                  | Zaghouan ?                           | Proconsolare          | Arcidiocesi di Cartagine         | Vescovo titolare                      | Silvio José Báez Ortega         |                               |
| Sede titolare di Zigana                | Kobuleti                             | Lazica                | Arcidiocesi di Fasi              | Vescovo titolare                      | Vacante                         |                               |
| Sede titolare di Zigri                 |                                      | Libia Inferiore       | Arcidiocesi di Darni             | Vescovo titolare                      | Stepan Sus                      |                               |
| Sede titolare di Zoara                 |                                      | Palestina             | Arcidiocesi di Petra             | Vescovo titolare                      | Vacante                         | vacante dal 25 agosto 2001    |
| Sede titolare di Zorava                | Izra (governatorato di Dar'a)        | Arabia                | Arcidiocesi di Bosra             | Vescovo titolare                      | Charles Georges Mrad            |                               |
| Sede titolare di Zorolo                | Çorlu                                | Europa                | Arcidiocesi di Eraclea           | Vescovo titolare                      | Vacante                         | vacante dal 1º marzo 1979     |
| Sede titolare di Zucchabar             |                                      | Mauritania Cesariense |                                  | Vescovo titolare                      | Theotonius Gomes                |                               |
| Sede titolare di Zuglio                | Zuglio                               | Friuli                | Patriarcato di Aquileia          | Vescovo titolare                      | Pedro Sergio de Jesús Mena Díaz |                               |
| Sede titolare di Zuri                  |                                      | Proconsolare          | Arcidiocesi di Cartagine         | Vescovo titolare                      | Guerino Di Tora                 |                               |